# Бейнсдорп
Бейнсдорп (нід. Beinsdorp, нід. вимова: [ˈbɛinzdɔr(ə)p]) — село в нідерландській провінції Північна Голландія. Входить до муніципалітету Гарлеммермер.
Його площа становить 2,41 км², а населення станом на 2021 рік складало 995 осіб.
Перша згадка про населений пункт датується 1851 роком.

## Галерея

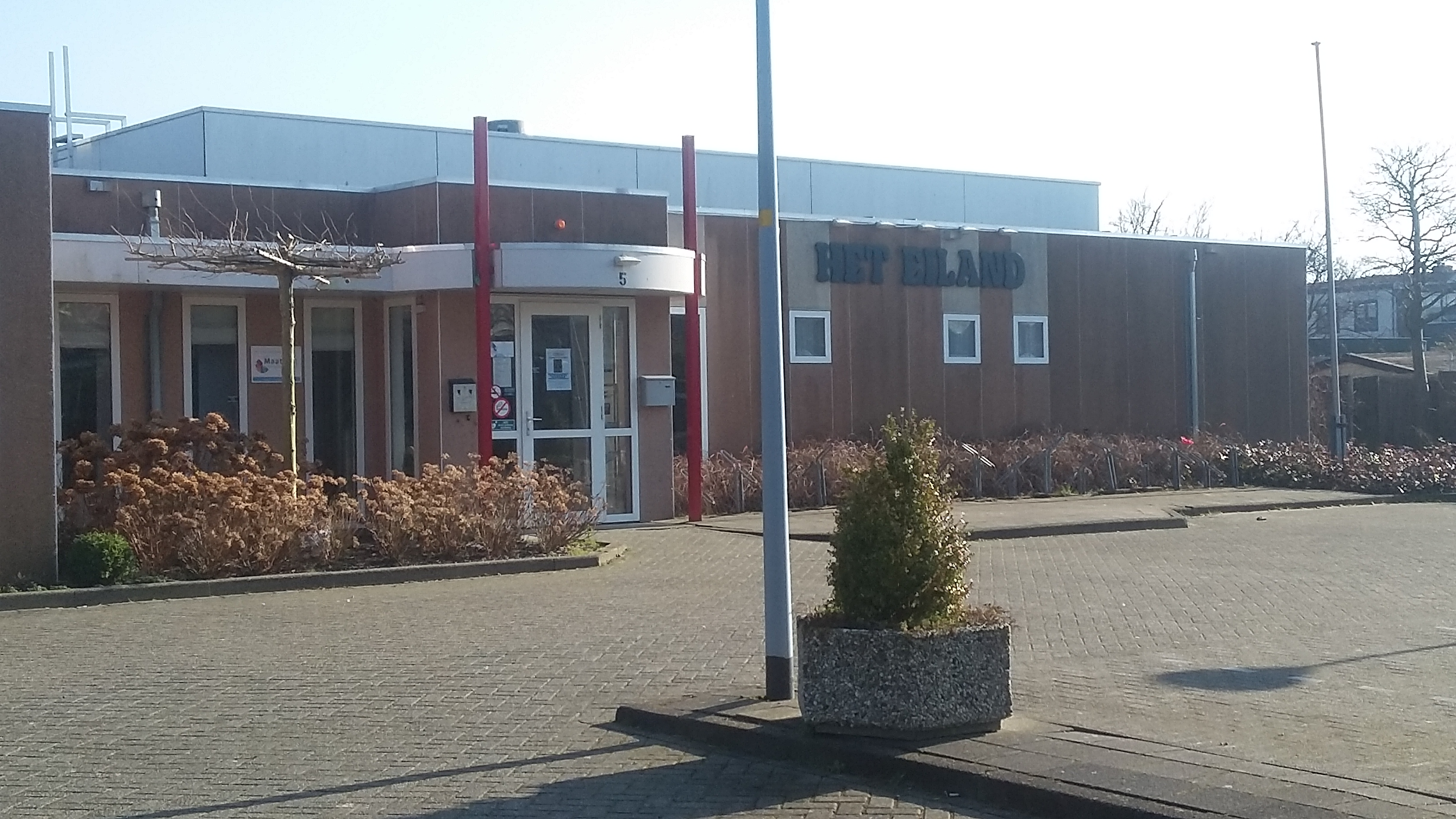
Сільський будинок
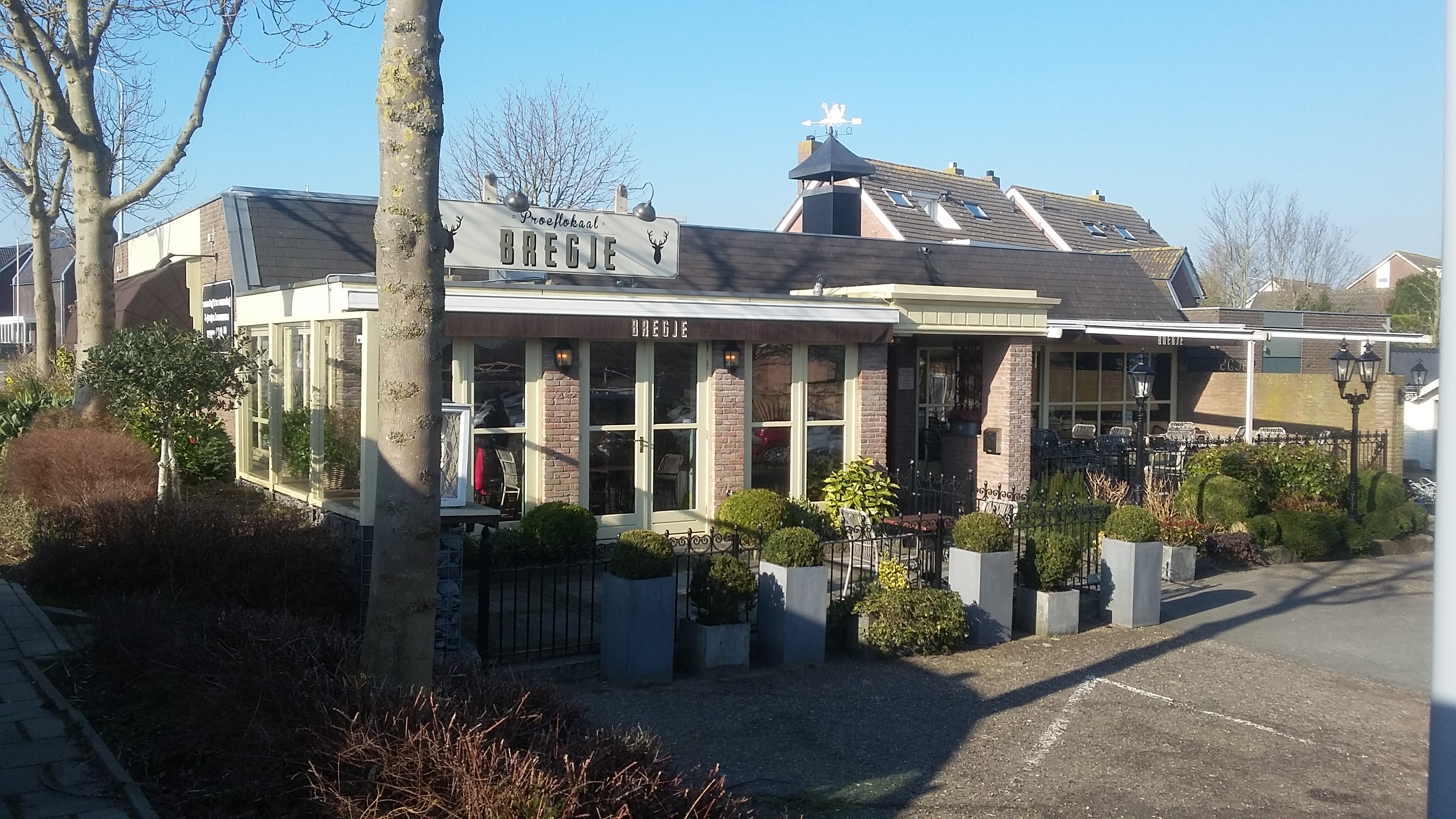
Ресторан у Бейнсдорпі